# 田口信教
田口 信教（たぐち のぶたか、1951年6月18日 - ）は、愛媛県周桑郡壬生川町（現西条市国安）出身の元競泳選手。現役時代の種目は平泳ぎ。1972年ミュンヘンオリンピック100m平泳ぎ金メダリスト・200m平泳ぎ銅メダリスト。現在、医療創生大学理事、鹿屋体育大学名誉教授。愛媛県スポーツ推進審議会会長。西条市名誉市民。

## 人物
洋画の中の外国の暮らしに憧れて、強くなれば海外に行ける、そう思い水泳を始めた田口は、優秀な指導者を求め12歳で瀬戸内海の対岸、広島県三原市に転居。研究熱心な徳田一臣の指導と、優秀なライバルとの切磋琢磨で才能が開花。田口が加入した三原三中は1964年、創部僅か5年で全国優勝。恵まれた環境で田口は泳ぐたび中学新記録を出した。
1967年、田口ら優秀な人材の受け皿に尾道高等学校が水泳部を創部。当時としては珍しい屋内プールを作るなど強力なバックアップを敷き、翌1968年から尾道高校は全国高校選手権4連覇、更に1976年モントリオールオリンピック、日本が不参加だった1980年モスクワオリンピックで男子代表選手を、全員尾道高校現役かOBで固めるという空前絶後の黄金時代を築いた。田口は在学中の1968年メキシコシティーオリンピックに初参加。100m平泳ぎ準決勝で1分7秒1の世界新を出すも、平泳ぎの泳法違反で失格になってしまう。開発した「田口キック」と呼ばれた足の動きが、バタフライのドルフィンキックであると判定された。決勝の優勝タイムが予選で自分が出した記録より低いことに納得いかないと奮起、猛練習を積んだ。
尾道高校卒業後、田口の才能を中央に流出させまいと広島県水泳連盟の関係者が地元フジタ工業の藤田正明、藤田一暁に協力を要請、関係者の熱意により広島市に「フジタドルフィンクラブ」が設立され、広島商科大学（現・広島修道大学）商学部商業学科に進学した田口は、このスイミングクラブで、コーチや仲間と精進を積み、足首を水面ギリギリまで沈める「新・田口キック」とフライングギリギリのロケットスタートを完成させ、同大3年在学中の1972年、ミュンヘンオリンピックに出場。100m平泳ぎでは優勝候補筆頭に上げられていたが、その重圧に潰されることなく準決勝でこの2年間はね返され続けた1分6秒の壁を破る1分5秒1の驚異的な世界記録をマーク。決勝では50mまでは7位だったが残り25mで前団をゴボウ抜き1分4秒9の世界新記録を樹立、金メダル獲得の偉業を成し遂げた。日本の競泳選手としては、1956年メルボルンオリンピックの古川勝（200m平泳ぎ）以来16年ぶりの金メダルであった。さらに200m平泳ぎでも2分23秒9で銅メダルを獲得した。田口の金メダルは、同大会の女子バタフライ100mで金メダルを獲得した山田スイミングクラブ所属の青木まゆみとともに、日本水泳連盟の選手強化システムとはまったく関係のない、スイミングクラブ独自の方式で培養されたものであり、既成の水連システムに痛烈な水しぶきを浴びせる結果となった。
1976年、モントリオールオリンピックでは1ストローク1ブレスから2ストローク1ブレスに泳法を改造、予選で顔を合わせた世界記録保持者ジョン・ヘンケンに頭一つ差の2位と迫り自らの日本記録を4年ぶりに更新、連続優勝の期待が高まったが、準決勝で2度のフライングに動揺し決勝進出を逃した。終了後競技生活から一線を退き、広島商科大学大学院修了後、フジタ工業に勤務。1984年に鹿児島に作られた当時新興の体育専門の国立大学、鹿屋体育大学の講師となる。1987年、国際水泳殿堂入り。1993年、教授となり、2003年、海洋スポーツセンター長、2004年、学長補佐・附属図書館長を務める。鹿屋体育大学の教授時の2004年、当時大学の4回生だった柴田亜衣が800m自由形で自由形女子で初の金メダルを獲得、在学中の学生が金メダルを獲ったことに大学の関係者とともに大いに喜んだ。2017年、定年退官、鹿屋体育大学名誉教授を授与される。
2017年に地元・愛媛で開催された第72回国民体育大会の開会式では、土佐礼子（松山市出身）と共に炬火の第1走者を務めた。

## エピソード
ミュンヘン五輪で優勝が決まってプールの外に出たところ、多数の「色のついた連中」（ギリシャ・アラブ人などで、田口によると「4000 - 5000人」）に急に担がれてお祭り騒ぎとなった。その理由は、白人の強いオリンピックで色のついた人間が優勝したので喜んでいたといい、田口は「"人種"を強烈に感じました」と回想している。
1970年のアジア大会で世界のトップに肩を並べて以来オリンピックに勝つには練習だけでは駄目で心掛けが大事と感じ、普段から電車でお年寄りに席を譲るなどを励行したと述懐した。

## オリンピック以外の成績

### 世界水泳選手権
- 第1回 1973 ベオグラード大会（ユーゴスラビア）
  - 100m 平泳ぎ 銅メダル
  - 200m 平泳ぎ 銅メダル
- 第2回 1975 カリ大会 （コロンビア）
  - 100m 平泳ぎ 銀メダル